# Jacqueline Saburido
Jacqueline Saburido (Caracas, 20 dicembre 1978 – Città del Guatemala, 20 aprile 2019) è stata un'attivista venezuelana, nota per essere sopravvissuta a un gravissimo incidente d'auto verificatosi nel settembre 1999. La macchina sulla quale viaggiava è stata infatti investita da un ubriaco, che ha ucciso due amici di Jacqueline e sfigurato lei a causa delle fiamme provocate dall'incidente stesso. Da quel momento si è battuta per sensibilizzare i giovani a non consumare bevande alcoliche prima di mettersi alla guida. Ha così permesso, tra l'altro, ai vari media di mostrare le drammatiche fotografie scattate nel periodo successivo l'incidente in cui è stata coinvolta.

## Biografia
Nata in Venezuela, si trasferì ad Austin in Texas per studiare. Durante la sua permanenza negli USA praticava nuoto, andava a corsi di flamenco e si definiva una Chica de Universidad (ragazza universitaria).
La sera del 19 settembre 1999, all'età di 20 anni, di ritorno da una festa di compleanno con degli amici, la macchina con la quale stava rincasando fu speronata da un conducente ubriaco. L'impatto causò la morte di due passeggeri dell'auto in cui si trovava Jacqueline, che rimase sfigurata e invalida. Aveva infatti subito ustioni di terzo grado sul 60% del corpo (faccia, spalle, braccia). Diventata calva, perse le palpebre sinistre e altri lineamenti del viso, le dita delle mani le furono amputate e la colonna vertebrale faticava a sostenerla.
Aiutata dai genitori, fondò  un'associazione che si batte per sensibilizzare i giovani a non bere alcolici, e soprattutto a non guidare in stato di ebbrezza. Reginald Stephey, il conducente ubriaco, fu multato con 20.000 dollari e condannato a sette anni di carcere.

## Trapianto del viso
Saburido era, da alcuni anni, in contatto con centri medici statunitensi e britannici per un intervento di trapianto del viso. Il risultato estetico del trapianto richiede lungo tempo per consolidarsi e, sempre per la mancanza di casistica, non ha un esito definitivo prevedibile. Questo impatto si somma al trauma psicologico, spesso estremo, già vissuto dal paziente. Pertanto i pazienti presi in considerazione per interventi di trapianto del viso, tra cui la Saburido, sono estremamente selezionati a livello mondiale.

## Morte
Jacqueline Saburido è morta nell'aprile 2019, a Guatemala City, all'età di 40 anni, a seguito di un tumore.